# Foreest (kasteel)
Foreest was een burchtplaats bij Koudekerk aan den Rijn in de Nederlandse provincie Zuid-Holland.
Het kasteel werd gebouwd in opdracht van telgen van het geslacht Van Foreest, waarschijnlijk rond 1350. Deze familie bestuurde de nabijgelegen Rijnlandse ambachtsheerlijkheden Middelburg, Spoelwijk, Nieuwkoop en Foreest. Het kasteel werd volledig verwoest tijdens de Hoekse en Kabeljauwse twisten in 1440 en is nooit herbouwd.